# Jo Planckaert
Jo Planckaert (Deinze, 16 dicembre 1970) è un ex ciclista su strada belga.
Professionista dal 1992 ed il 2004, era un velocista. È figlio di Willy e nipote di Walter ed Eddy Planckaert.

## Palmarès
- 1987 (Dilettanti)

Campionati belgi, prova in linea dilettanti
- 1989 (Dilettanti)

Ronde van Vlaanderen Espoirs
- 1993 (Novemail, tre vittorie)

2ª tappa Vuelta a Andalucía (Jaén)
4ª tappa Vuelta Ciclista a Murcia (Torreaguera)
Ronde van Midden-Zeeland
- 1995 (Collstrop, tre vittorie)

Nokere Koerse
Grand Prix de Denain
4ª tappa Postgirot Open
- 1996 (Refin, una vittoria)

Zomergem-Adinkerke
- 1997 (Lotto, due vittorie)

4ª tappa Volta a Galicia
4ª tappa Vuelta a Galega (Maia)
- 1998 (Lotto, quattro vittorie)

3ª tappa Étoile de Bessèges (Les Fumades)
Classifica generale Étoile de Bessèges
Grote Prijs Jef Scherens
Grote Prijs Alberic Schotte
- 1999 (Lotto, due vittorie)

2ª tappa Étoile de Bessèges (Sète)
Kuurne-Bruxelles-Kuurne
- 2000 (Cofidis, cinque vittorie)

Classifica generale Étoile de Bessèges
5ª tappa Vuelta a Andalucía (Granada)
Tro-Bro Léon
1ª tappa Tour de Wallonie
1ª tappa Tour du Limousin (La Châtre)
- 2001 (Cofidis, una vittoria)

Grote Prijs Stad Zottegem
- 2003 (Cofidis, una vittoria)

2ª tappa Étoile de Bessèges (Cassis)

### Altri successi
- 1993 (Novemail)

Berlare (Kermesse)
- 1995 (Collstrop)

Beveren-Leie (Kermesse)
Grote Prijs Frans Melckenbeeck-Lede (Kermesse)
Schwäbisch Gmünd (Kermesse)
Berlare (Kermesse)
- 1997 (Lotto)

Bavikhove (Criterium)
Kortemark (Kermesse)
- 1998 (Lotto)

Omloop Mandel-Leie-Schelde (Derny)
- 1999 (Lotto)

Nacht van Peer (Criterium)
- 2000 (Cofidis)

Amiens (Criterium)
- 2002 (Cofidis)

Schriek (Derny)
Stad Kortrijk (Criterium)

## Piazzamenti

### Classiche monumento
- Milano-Sanremo

1993: 84º
1997: 57º
1999: 8º
2000: 6º
2001: 19º
2002: 4º
2003: 113º
- Giro delle Fiandre

1993: 65º
1994: 37º
1996: 57º
1997: 8º
2000: 52º
2001: 28º
2002: 11º
2003: 63º
2004: 78º
- Parigi-Roubaix

1995: 80º
1997: 2º
1999: 5º
2000: 43º

### Competizioni mondiali
- Campionati del mondo

San Sebastián 1997 - In linea: 23º
Zolder 2002 - In linea: 164º
- Coppa del mondo

1997: 11º
1999: 18º
2002: 10º